# Binaced
Binaced est une commune d’Espagne, dans la province de Huesca, communauté autonome d'Aragon comarque de Cinca Medio.

## Jumelage
Lherm  France